# Reithouse
Reithouse település Franciaországban, Jura megyében. Lakosainak száma 53 fő (2022. január 1.). Reithouse Alièze, Moutonne, Beffia, Présilly és La Chailleuse községekkel határos.

## Népesség
A település népessége az elmúlt években az alábbi módon változott:
| Lakosok száma | 47   | 35   | 56   | 52   | 62   | 66   | 59   | 55   | 53   | 53   |
|               | 1968 | 1982 | 1990 | 2006 | 2013 | 2015 | 2017 | 2019 | 2020 | 2022 |